# Moros y cristianos (pel·lícula de 1926)
Moros y cristianos és una pel·lícula espanyola rodada al País Valencià el 1926 i de temàtica valenciana sota la direcció de Maximilià Thous amb un argument basat en una sarsuela. La pel·lícula no es va acabar ni es va estrenar. Fins 1987 es va considerar una pel·lícula perduda.

## Argument
L'argument es basa en de la sarsuela Moros y cristianos, escrita per Maximilià Thous i Elies Cerdà amb música del mestre Serrano. Estructurada en un pròleg i cinc parts, segueix la història de Dolorcitas, filla d'uns aristòcrates arruïnats casada amb l'empresari Melchor. Un antic xicot de Dolorcitas, Daniel, un cràpula que ha dilapidat la fortuna de la seva família, intentar refer-se fent-li fa xantatge amb una antiga foto d'ambdós que podria donar lloc a mals entesos, perjudicaria la seva reputació i faria perillar el seu matrimoni. Melchor i Daniel, a més, són capitans en la festa de Moros i Cristians. Durant aquesta festa Melchor desemmascararà Daniel, i salvarà la felicitat del seu matrimoni.

## Repartiment
- Anita Giner - Dolorcitas
- Clara Artells
- Julio del Cerro
- Leopoldo Pitarch - Melchor
- Ramón Sernequet - Daniel

## Producció
La pel·lícula fou produïda per Producciones Artísticas Cinematográficas Españolas (PACE), fundada pel propi Thous el 1923 i amb les que va produir La bruja (1923), La Dolores (1924), La alegría del batallón (1924) i Nit d'albaes (1925), totes elles basades en sarsueles de temàtica valenciana. Durant el rodatge va intentar infructuosament suport financer, malgrat les bones crítiques de les pel·lícules anteriors. Això i els deutes el van obligar Thous a abandonar el rodatge en la fase final, quan l'anava a enviar a París per fer el muntatge en còpies colorides.Només es va fer una còpia i se'n va perdre el rastre. La productora va tancar el 1929

## Recuperació i restauració
El 1987 fou trobada l'única còpia disponible de la pel·lícula. El material fou enviat a la filmoteca de l'Institut Valencià de Cultura el 1989 en dues parts: una còpia de muntatge en blanc i negre i el negatiu original dividit en fragments. Un cop restaurada es va estrenar al cinema el gener 1993.